# Благодатне
Благодатне (на украински: Благодатне) е село в Южна Украйна, Подилски район на Одеска област. Основано е през 1815 година. Населението му е около 31 души.